# Religija v Severni Makedoniji
Veroizpoved Makedoncev je raznolika. V največji meri so pripadniki  krščanstva, približno 80 odstotkov Makedoncev je pripadnikov Makedonske pravoslavne cerkve, okoli 15 odstotkov jih pripada islamski sunitski veroizpovedi, okoli 4 odstotke je protestantov in 1 odstotek drugih veroizpovedi.